# Charles Ogle (Schauspieler)

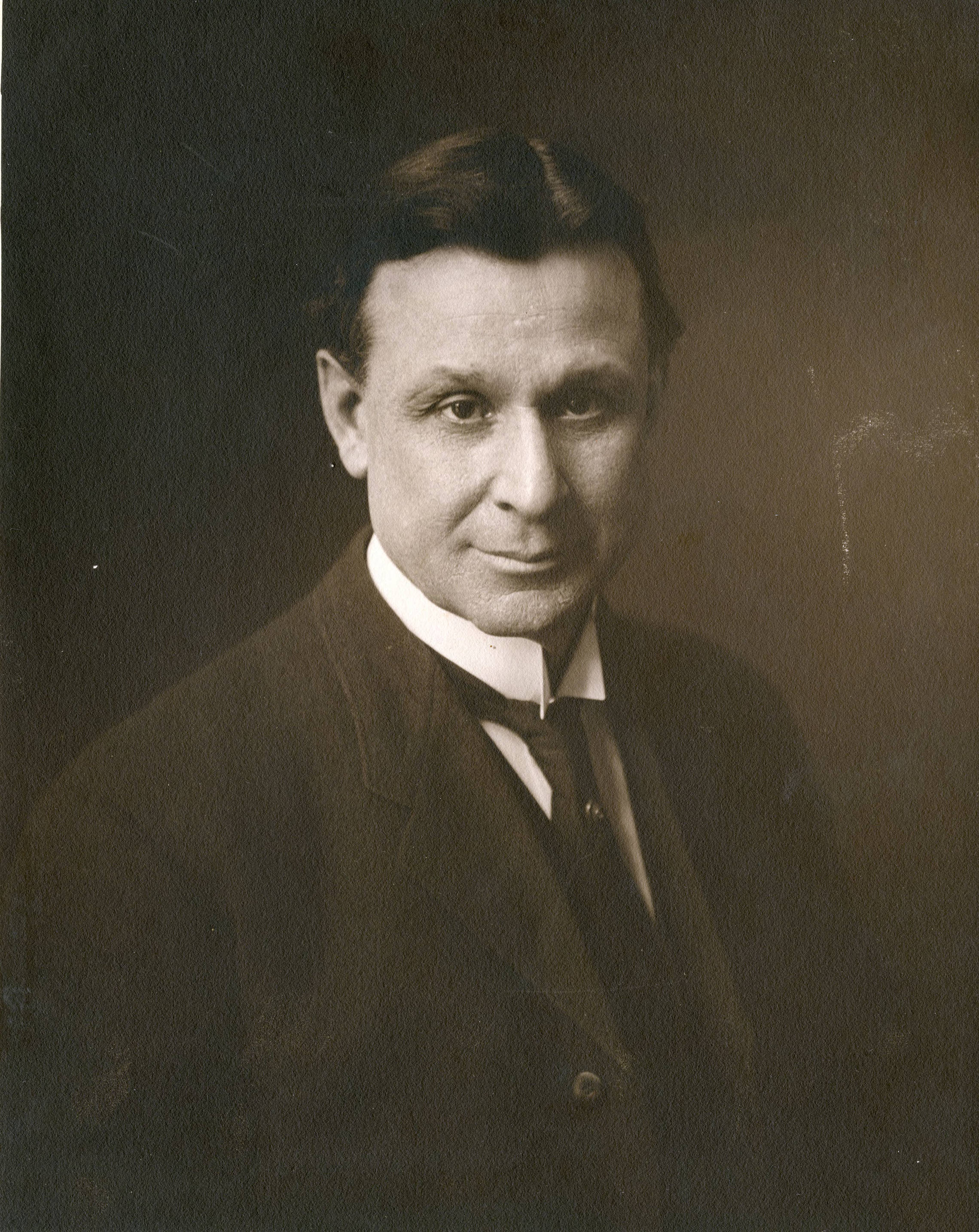
Charles Ogle (1911)

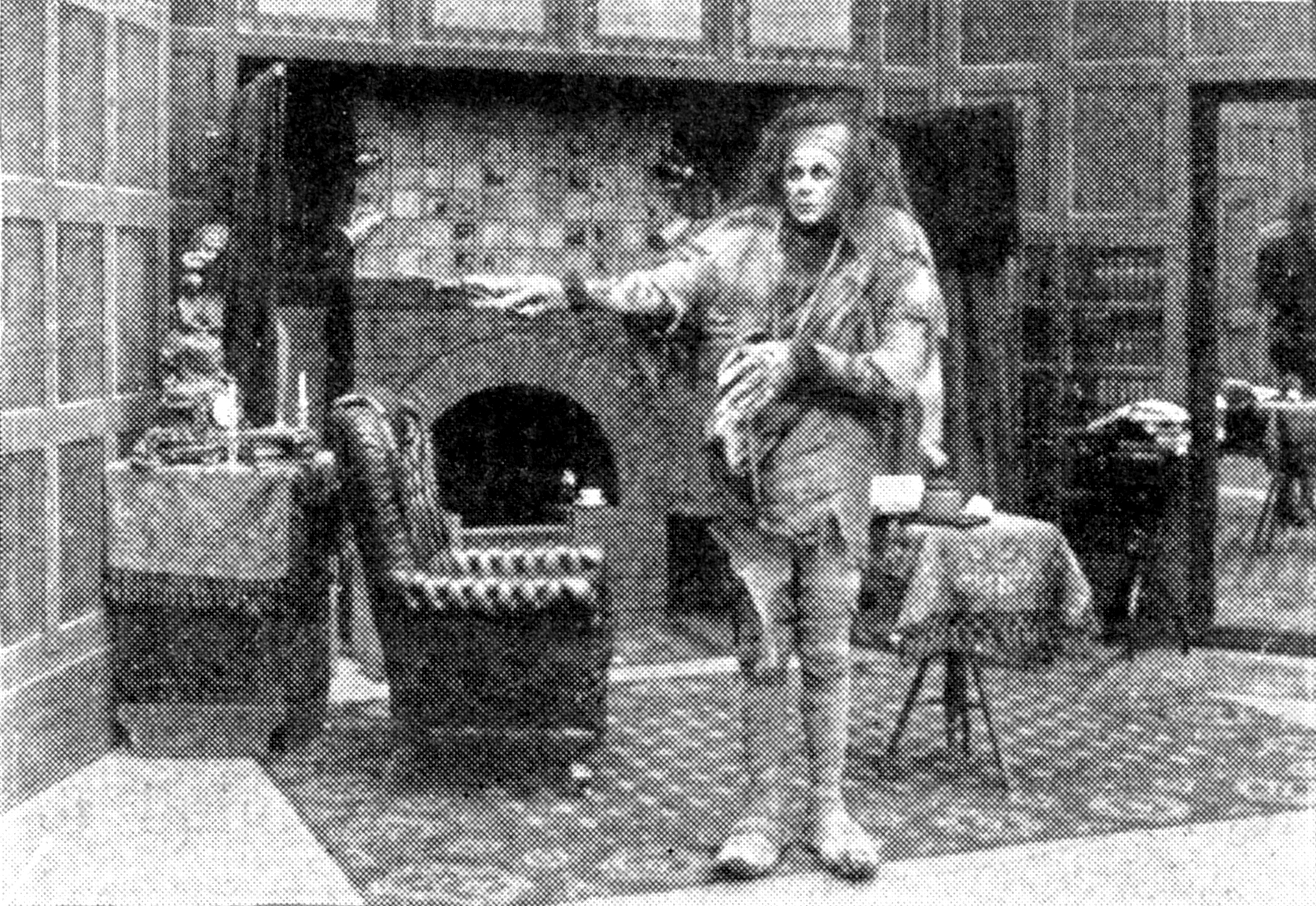
Ogle als Frankensteins Monster (1910)

Charles Stanton Ogle (* 5. Juni 1865 in Steubenville, Ohio; † 11. Oktober 1940 in Long Beach, Kalifornien) war ein US-amerikanischer Schauspieler. Von 1908 bis 1926 trat er in etwa 300 Filmen auf.

## Leben
Charles Ogle war bereits ein erfahrener Bühnenschauspieler – er gab sein Broadway-Debüt 1905 – als er 1908 zu den Edison Studios im New Yorker Stadtteil Bronx kam und dort in Filmen von Edwin S. Porter begann. Um 1910 spielte er auch mehrfach unter der Regie von James Searle Dawley, darunter das Monster in Frankenstein (1910). Bis in die 1920er Jahre war er ein gefragter Charakterdarsteller, der häufig in Nebenrollen zu sehen war.
Ogle starb an Arteriosklerose und wurde auf dem Forest Lawn Memorial Park Cemetery in Glendale, Kalifornien, beigesetzt.

## Filmografie (Auswahl)
- 1908: The Boston Tea Party
- 1910: A Christmas Carol
- 1910: Frankenstein
- 1912: What Happened to Mary?
- 1917: Rebecca of Sunnybrook Farm
- 1918: The Squaw Man
- 1920: Treasure Island
- 1922: Frauen auf schiefer Bahn (Manslaughter)
- 1923: Die Karawane (The Covered Wagon)
- 1923: Die Zehn Gebote (The Ten Commandments)
- 1924: Triumph (Triumph)
- 1925: Prärieteufel (The Thundering Herd)